# حادثه لانی زامورا
حادثه لانی زامورا، بشقاب پرندهٔ ساکورو یا بشقاب پرندهٔ تخم مرغی (به انگلیسی: Lonnie Zamora Incident) یکی از پرونده‌های معروف و جنجالی مربوط به رویت بشقاب پرنده‌ها در دههٔ ۶۰ میلادی در ایالات متحده است که در شهر ساکورو، نیومکزیکو اتفاق افتاده.

## شرح واقعه
در روز ۲۴ آوریل سال ۱۹۶۴ میلادی، افسر پلیس لانی زامورا در حال تعقیب رانندهٔ متخلفی بود که به نظرش صدایی مانند صدای انفجار یک انبار دینامیت را می‌شنود؛ او با خودرویش به سمت صدا تغییر مسیر می‌دهد تا از ماجرا باخبر شود. زمانی که به محل واقعه که در نزدیکی یک معدن کوچک بود می‌رسد، با صحنهٔ عجیبی روبرو می‌شود.
زامورا دو روز بعد از واقعه، در یک برنامهٔ رادیویی حاضر می‌شود و ماجرا را برای مردم شرح می‌دهد. به گفته او، در نزدیکی یک پارکینگ کوچک، جسمی تخم مرغی شکل و سفید رنگ با چهارپایه، توقف کرده بود و تقریباً هم اندازه یک اتوموبیل بود؛ در کنار جسم، ۲ نفر با جثه‌ای کوچکتر از  انسان ایستاده بودند و چیزی شبیه پارچهٔ سفید رنگ بدنشان را پوشانده بود. او ابتدا فکر می‌کند که یک تصادف در جاده اتفاق افتاده و آن دونفر هم از سرنشینان خودروی تصادف کرده هستند. به گفتهٔ او، پس از چند دقیقه جسم از زمین بلند می‌شود و با ارتفاع کم تا معدن کوچک حرکت می‌کند و پس از آن اوج می‌گیرد و ناپدید می‌شود.

## نظرات و گمانه زنی‌ها
یک یوفولوژیست حادثه را اینگونه توصیف می‌کند:
"حادثهٔ ساکورو  یکی از اسرارآمیز‌ترین ماجرا‌های مرتبط با یوفو هاست؛ اما نکتهٔ جالب توجه، نزدیک بودن مکان رویداد دو حادثهٔ رازول و ساکوروست.
با توجه به شواهد و اسناد موجود، ساختگی بودن  حرف‌های لانی زامورا فرضیهٔ بسیار ضعیفی است، اما نمیتوان گفت شئ رویت شده توسط او، بدون شک یک بشقاب پرندهٔ فضایی بوده و افرادی که در کنار شئ ناشناس ایستاده بودند، بیگانگان بوده‌اند."
نظرات و حدس‌های مختلف و ضد و نقیضی دربارهٔ این واقعه وجود دارد، اما هیچ‌کدام تا امروز اثبات نشده‌اند.
مهم‌ترین آن‌ها مرتبط دانستن آن شئ با سفینهٔ فضایی سرویر (به انگلیسی: Surveyor) است که قرار بود در سال ۱۹۶۶ به ماه ارسال شود و مأموریتی را انجام دهد. ساخت این سفینه برعهدهٔ کمپانی هیوز ایرکرفت(به انگلیسی: Hughes Aircraft) بود.

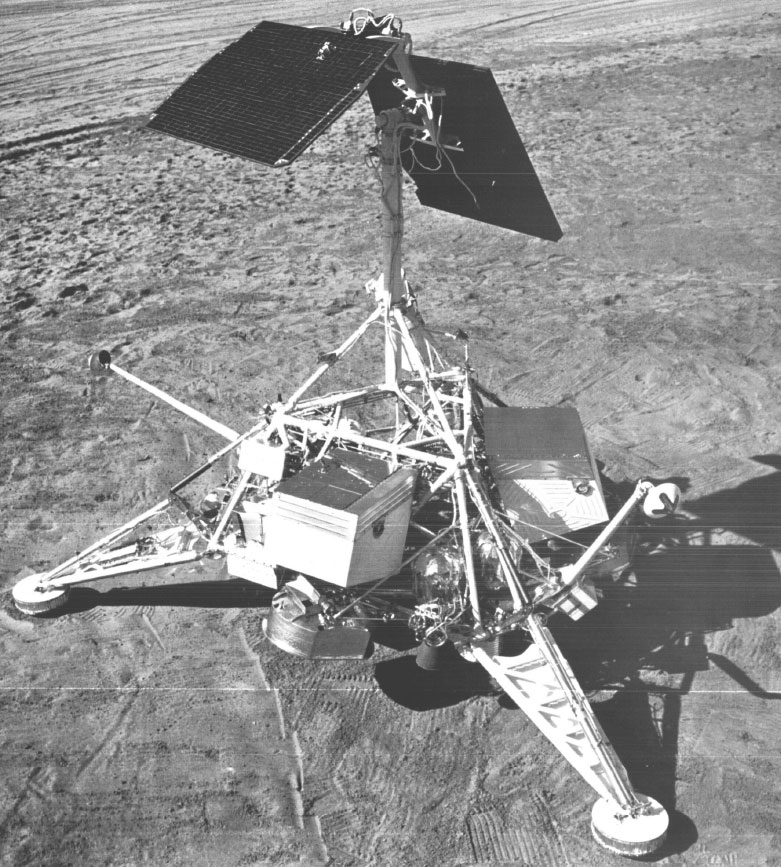
ماه نشین سرویر۱

بنا به گفتهٔ برخی کارشناسان، شئ ای که زامورا مشاهده کرده، یکی از مدل‌های آزمایشی ماه‌نشین سرویر۱ بوده که قرار بود همان روز با بالگرد به محلی دیگر منتقل شود. اما این سفینه از نظر ظاهری هیچگونه شباهتی به بشقاب پرنده‌ای که زامورا دیده بود نداشت و هلیکوپتر یا وسیله پرندهٔ دیگری هم در نزدیکی شیء نبود.
علاوه بر آن لوگوی رسمی ناسا بر روی بشقاب پرندهٔ تخم مرغی وجود نداشت و تنها علامت روی آن، یک مثلث با سه خط افقی بود.